# Seč (Slowakei)
Seč (ungarisch Divékszécs – bis 1907 Szecs, alternativ Szécs) ist eine Gemeinde in der West-Mitte der Slowakei mit 388 Einwohnern (Stand 31. Dezember 2024), die zum Okres Prievidza, einem Teil des Trenčiansky kraj, gehört.

## Geographie
Die Gemeinde befindet sich in einem Ausläufer des Talkessels Hornonitrianska kotlina am rechten Ufer des Sečiansky potok im Einzugsgebiet der Nitrica, am südwestlichen Hang des Gebirgsstocks Malá Magura im Gebirge Strážovské vrchy. Das Ortszentrum liegt auf einer Höhe von 440 m n.m. und ist 18 Kilometer von Prievidza entfernt.
Nachbargemeinden sind Nevidzany im Norden, Poruba im Nordosten, Dlžín im Osten, Kostolná Ves im Süden und Liešťany im Westen.

## Geschichte
Seč wurde zum ersten Mal 1275 als Zcech schriftlich erwähnt und war Besitz der Familie Divéky, später der Familien Motešický und Bossány. 1553 besaß Seč sechseinhalb Porta. 1778 hatte die Ortschaft 28 Haushalte und 266 Einwohner, 1828 zählte man 37 Häuser und 257 Einwohner, die als Landwirte und Saisonarbeiter beschäftigt waren.
Bis 1918 gehörte der im Komitat Neutra liegende Ort zum Königreich Ungarn und kam danach zur Tschechoslowakei beziehungsweise heute Slowakei.

## Bevölkerung
| Jahr                | 1994 | 2004    | 2014    | 2024    |
| ------------------- | ---- | ------- | ------- | ------- |
| Anzahl der Personen | 412  | 410     | 392     | 388     |
| Unterschied         |      | −0,48 % | −4,39 % | −1,02 % |

| Jahr                | 2023 | 2024    |
| ------------------- | ---- | ------- |
| Anzahl der Personen | 393  | 388     |
| Unterschied         |      | −1,27 % |

Nach der Volkszählung 2011 wohnten in Seč 391 Einwohner, davon 362 Slowaken sowie jeweils ein Mährer und Tscheche. 27 Einwohner machten keine Angabe zur Ethnie.
316 Einwohner bekannten sich zur römisch-katholischen Kirche sowie jeweils ein Einwohner zur griechisch-katholischen Kirche und zur orthodoxen Kirche; ein Einwohner bekannte sich zu einer anderen Konfession. 27 Einwohner waren konfessionslos und bei 45 Einwohnern wurde die Konfession nicht ermittelt.

## Bauwerke und Denkmäler
- Kapelle aus dem frühen 19. Jahrhundert